# Erro de descrição
Um erro de descrição é um erro que ocorre quando uma pessoa realiza uma ação correta com o objeto incorreto. Este tipo de erro pode ser bastante desorientador e geralmente causa uma breve perda da consciência da situação ou surpresa automática se observado imediatamente. Mas, muito pior, pode causar problemas ainda mais sérios. Assim, destacar claramente um item selecionado deve ser sempre buscado em design de interação.